# Carlos Bosch
Carlos Bosch (asi 1945 – 22. června 2020) byl argentinský fotožurnalista.

## Životopis
Narodil se asi v roce 1945. Patří ke generaci významných fotografů v období politických represí 1966–1984 v Argentině, jako byli například Aldo Sessa, Andy Goldstein, Sara Facio, Alicia D´Amico, Adriana Lestido, Roberto Pera nebo Alejandro Cherep. Je autorem celé řady autoportrétů.
Fotograficky dokumentoval krajní španělskou pravici, krále Juana Carlose I. zobrazil v sérii obrazů, tři roky byl dvorním fotografem španělského/katalánského politika Jordiho Pujola či zachytil poslední dny života Salvadora Dalího.
Zemřel 22. června 2020 v 75 letech.